# Kevin Krook
Kevin Bradley Krook (* 5. April 1958 in Cold Lake, Alberta) ist ein ehemaliger kanadischer Eishockeyspieler, der im Verlauf seiner aktiven Karriere zwischen 1975 und 1979 unter anderem drei Spiele für die Colorado Rockies in der National Hockey League (NHL) auf der Position des Verteidigers bestritten hat.

## Karriere
Krook begann seine Juniorenkarriere in der Saison 1974/75 bei den Bellingham Blazers, die als in den Vereinigten Staaten beheimatetes Team am Spielbetrieb der kanadischen Juniorenliga British Columbia Junior Hockey League (BCJHL) teilnahmen. Von dort wechselte er zur Spielzeit 1975/76 in die höherklassige Western Canada Hockey League (WCHL). Dort spielte der Verteidiger zunächst ein Jahr für die New Westminster Bruins, mit denen er in eben jener Saison den President’s Cup der WCHL gewann. Im folgenden Spieljahr lief er kurzzeitig für die Calgary Centennials auf, ehe er im Saisonverlauf zu den Regina Pats wechselte, wo er seine Zeit bei den Junioren im Sommer 1978 beendete. In 205 WCHL-Einsätzen sammelte er dabei 115 Scorerpunkte, davon allein 64 in seinem letzten Jahr in der Liga. Anschließend wurde Krook im NHL Amateur Draft 1978 in der neunten Runde an 142. Stelle von den Colorado Rockies aus der National Hockey League (NHL) ausgewählt.
Der Abwehrspieler wechselte daraufhin zur Saison 1978/79 in den Profibereich und verbrachte seine einzige Profispielzeit in Diensten der Muskegon Mohawks in der International Hockey League (IHL). Dort kam er zu 39 Spielen, in denen er 15-mal punktete. Für die Colorado Rockies kam der Kanadier lediglich auf Basis eines Probevertrags im November 1978 zu drei Einsätzen, blieb dabei aber punktlos. Nach der Spielzeit beendete Krook im Sommer 1979 seine Profikarriere vorzeitig.

## Erfolge und Auszeichnungen
- 1976 President’s-Cup-Gewinn mit den New Westminster Bruins

## Karrierestatistik
(Legende zur Spielerstatistik: Sp oder GP = absolvierte Spiele; T oder G = erzielte Tore; V oder A = erzielte Assists; Pkt oder Pts = erzielte Scorerpunkte; SM oder PIM = erhaltene Strafminuten; +/− = Plus/Minus-Bilanz; PP = erzielte Überzahltore; SH = erzielte Unterzahltore; GW = erzielte Siegtore; 1 Play-downs/Relegation; Kursiv: Statistik nicht vollständig)